# Sagami-ji

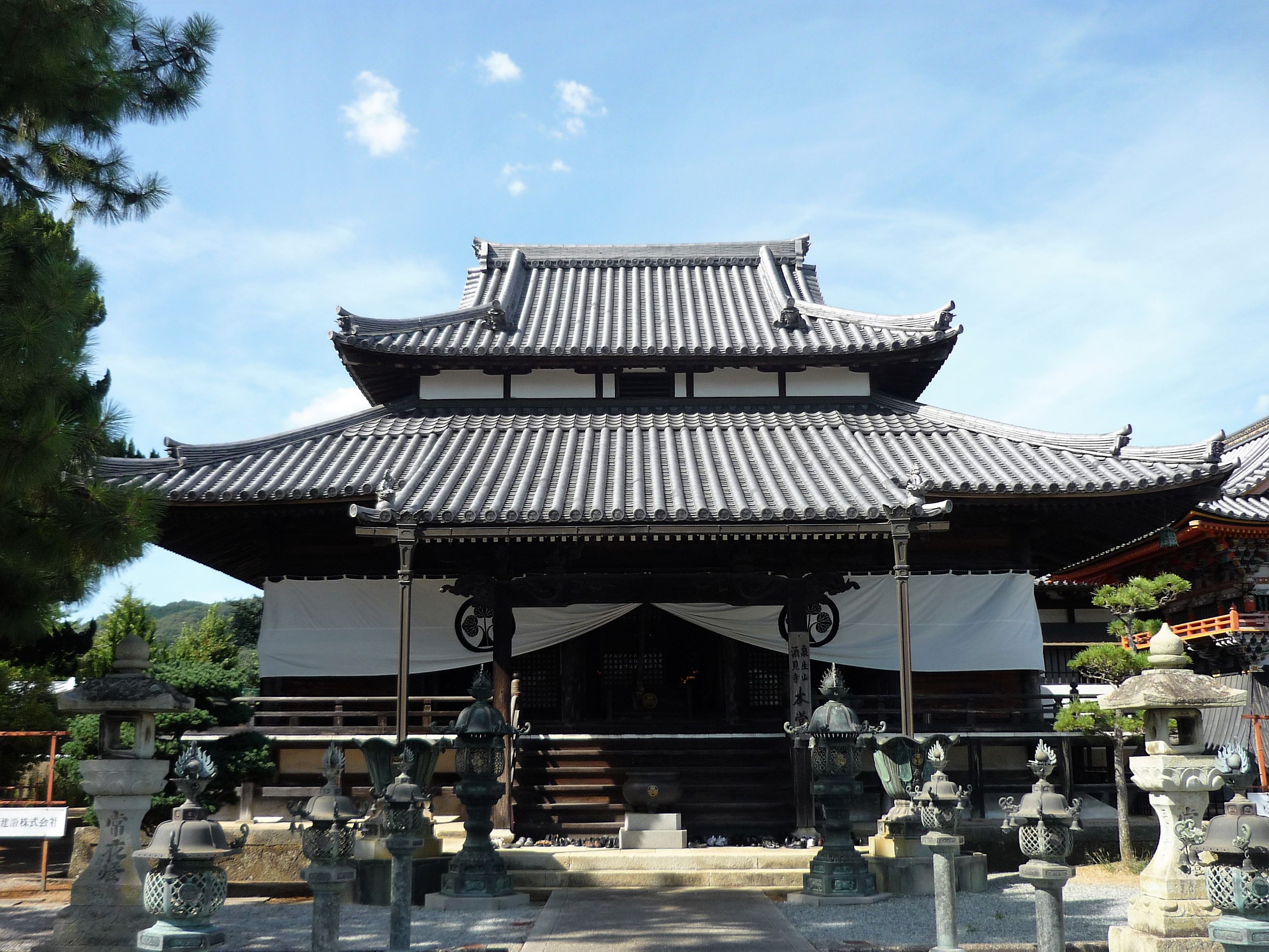
Haupthalle

Der Sagami-ji (japanisch 酒見寺) mit dem Bergnamen Senshō-zan (泉生山) ist ein Tempel des Kōyasan-Zweiges (高野山派) der Shingon-Richtung des Buddhismus in Kasai in der Präfektur Hyōgo. Er ist nach der traditionellen Zählung der 29. Tempel des Neuen Saigoku-Pilgerwegs.

## Geschichte

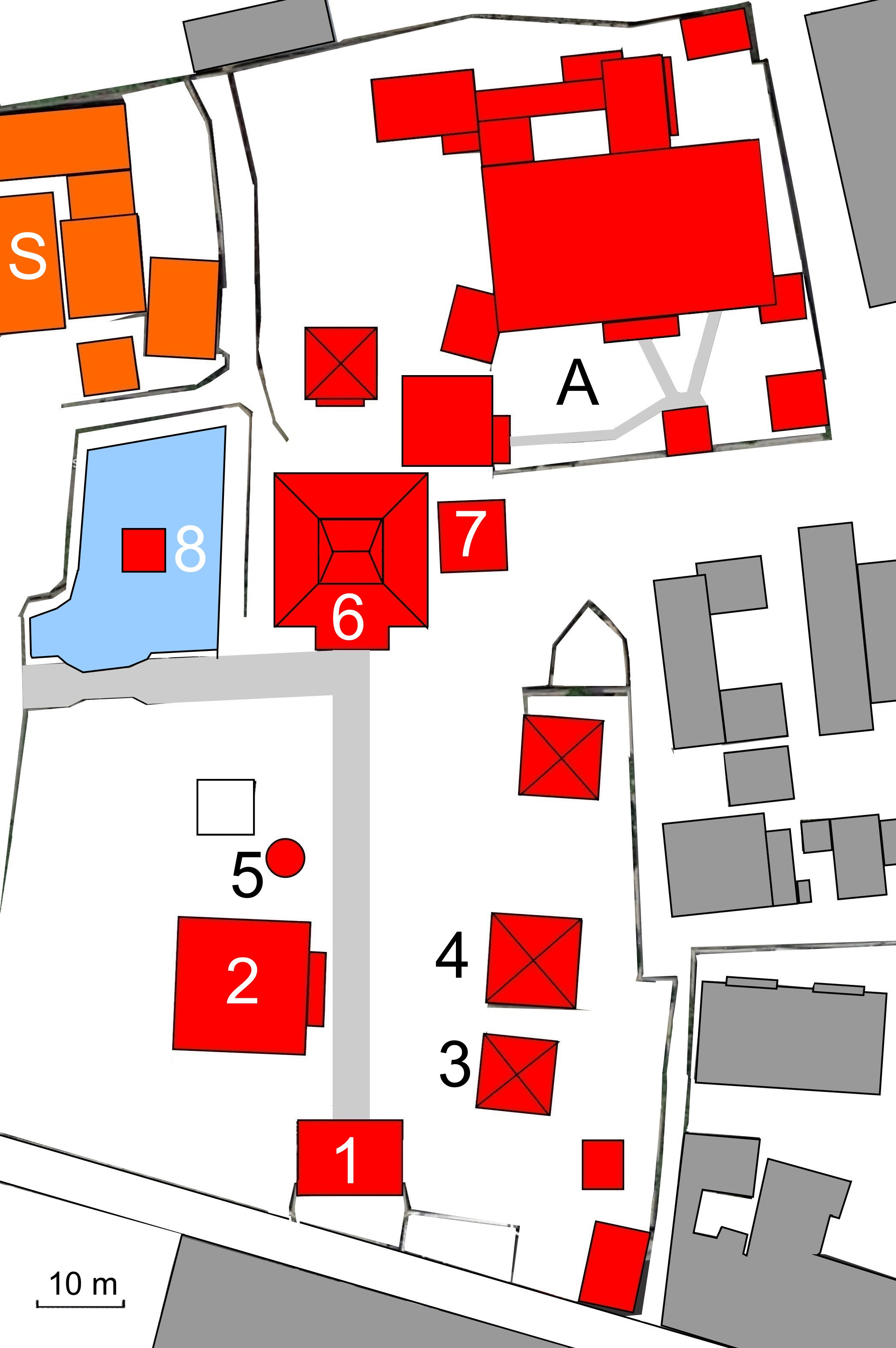
Plan des Tempels (s. Text)

Der Überlieferung nach wurde der Tempel von Priester Gyōki im Jahr 745 gegründet. Später gehörte er als Schrein-Untertempel (神宮寺 Jingūji) zum Sagami-Schrein. Er wurde von Kaiser Shōmu gefördert. 
Im Mineai-ki (峰相記), einer Beschreibung der Provinz aus dem Ende der Kamakura-Zeit, steht, dass er zu den „Sechs großen Tempeln von Harima“ (六大寺 Rokudaiji) gehörte, und dass am Sagami-Schrein die Sutren Daihan'nya (大般若経) gelesen wurden, und dass er in besonderer Beziehung zum Kaiserhof stand. Der 3. Shogun der Tokugawa, Iemitsu, erhob den Tempel zum „Tempel des roten Siegels“ (御朱印寺 Goshuin-dera).
Der Sagami-ji wurde des Öfteren von Truppen heimgesucht, brannte ab und wurde wieder aufgebaut, so auch während der Bürgerkriegszeit in der Tenshō-Ära (1573–1592).

## Anlage
Man betritt die weiträumige Tempelanlage im Süden durch das Niō-Tor (仁王門 Niō-mon; 1 im Plan), also durch ein Tor, das mit den beiden Tempelwächtern rechts und links vom Durchgang gestaltet ist. Hier ist es als Turmtor (楼門 Rōmon) ausgeführt. Das jetzige stammt aus dem Jahr 1825. Über einen Steinweg, der rechts und links von je 21 Bronzelaternen gesäumt wird, gelangt man zur Haupthalle. Dabei passiert man links die große Jōgyōdō (常行堂), die Amida-Halle, die hier Inzeidō (引聲堂; 2) genannt wird. Jedes Jahr ab dem 10. September wird eine Woche lang das „Inze-Eshiki“ (引聲会式) durchgeführt. Diese Zeremonie, die nur hier abgehalten wird, stammt aus dem Jahr 1011 und soll auf Priester Ennin zurückgehen. Dahinter steht die Bokefuji-Kannon (ぼけ封じ観音; 5). Auf der rechten Seite sieht man den kleinen Jizō-Pavillon (地蔵堂 Jizō-dō; 3) und ein Stück dahinter rechts die Schatzpagode (多宝塔 Tahōtō; 4). Sie stammt aus dem Jahr 1662 und ist als Wichtiges Kulturgut Japans registriert.
Am Ende des Weges erhebt sich die hohe Haupthalle (本堂 Hondō; 6). Daneben steht der Glockenturm (鐘楼 Shōrō; 7) auf einem Podest, der samt seiner Glocke (梵鐘 Bonshō), die der Inschrift nach aus dem Jahr 1364 stammt, als Kulturgut der Präfektur registriert ist. Man nimmt an, dass er aus derselben Zeit stammt wie die Schatzpagode. Links von der Haupthalle findet sich in einem Teich die heilige Benzaiten. Im Norden ist das Abt- und Mönchsquartier (A) angelegt.
Direkt im Westen schließt sich der große Sumiyoshi-Sagami-Schrein (住吉酒見神社; S) an, der zu den „Drei Schreinen von Harima“ (播磨国三宮 Harmakoku sangū) gehört.

## Bilder

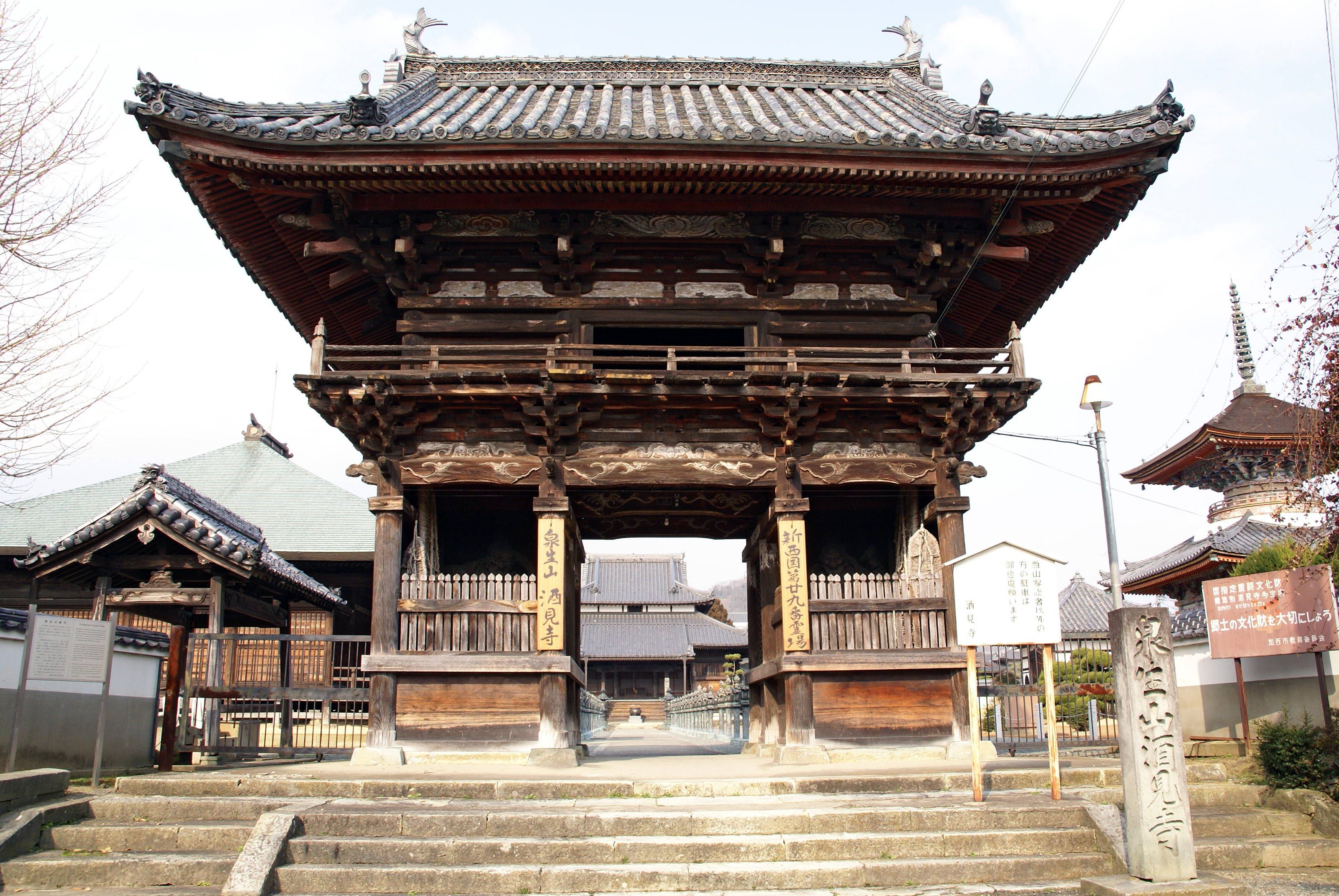
Tempeltor
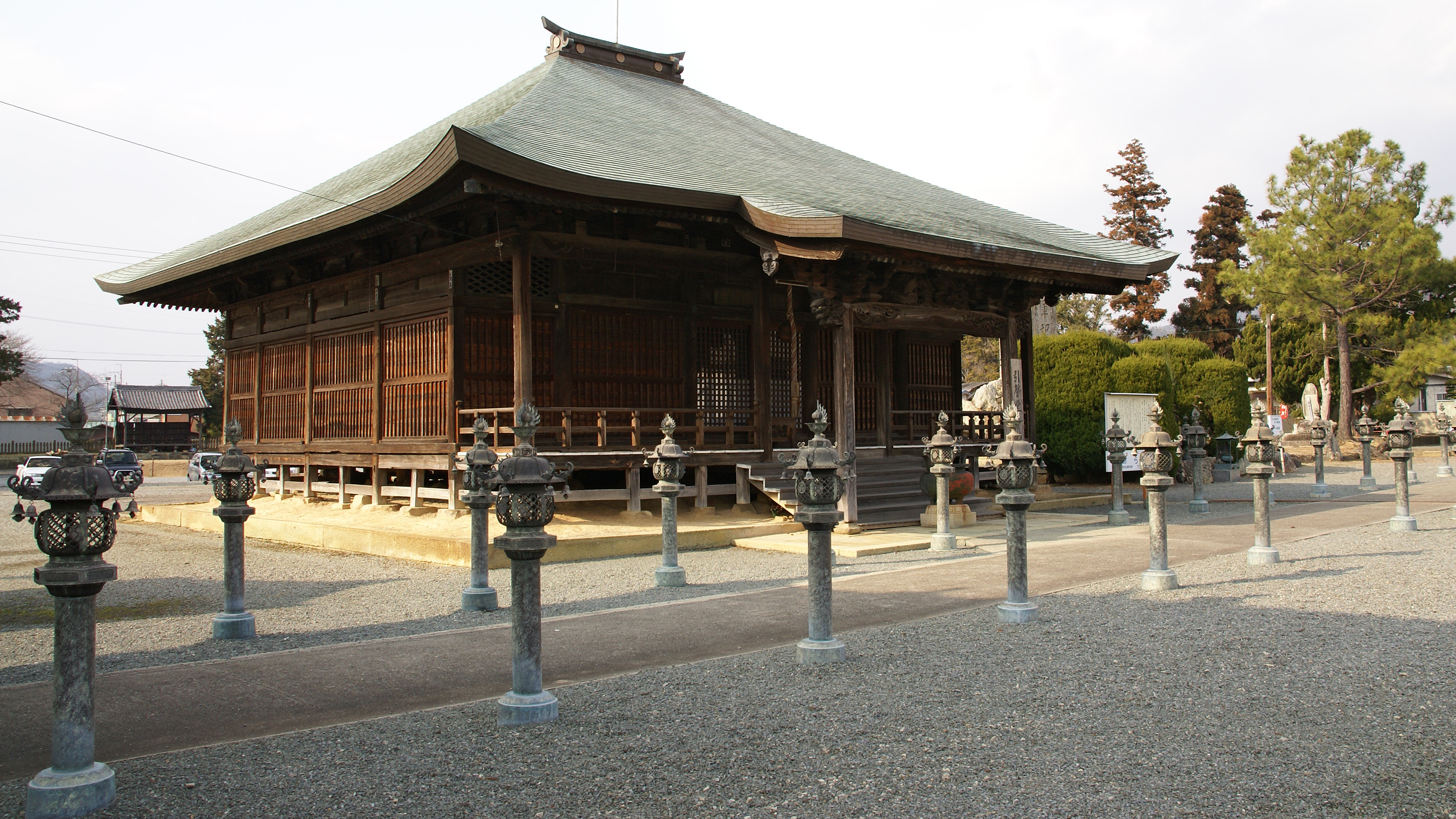
Inzeidō
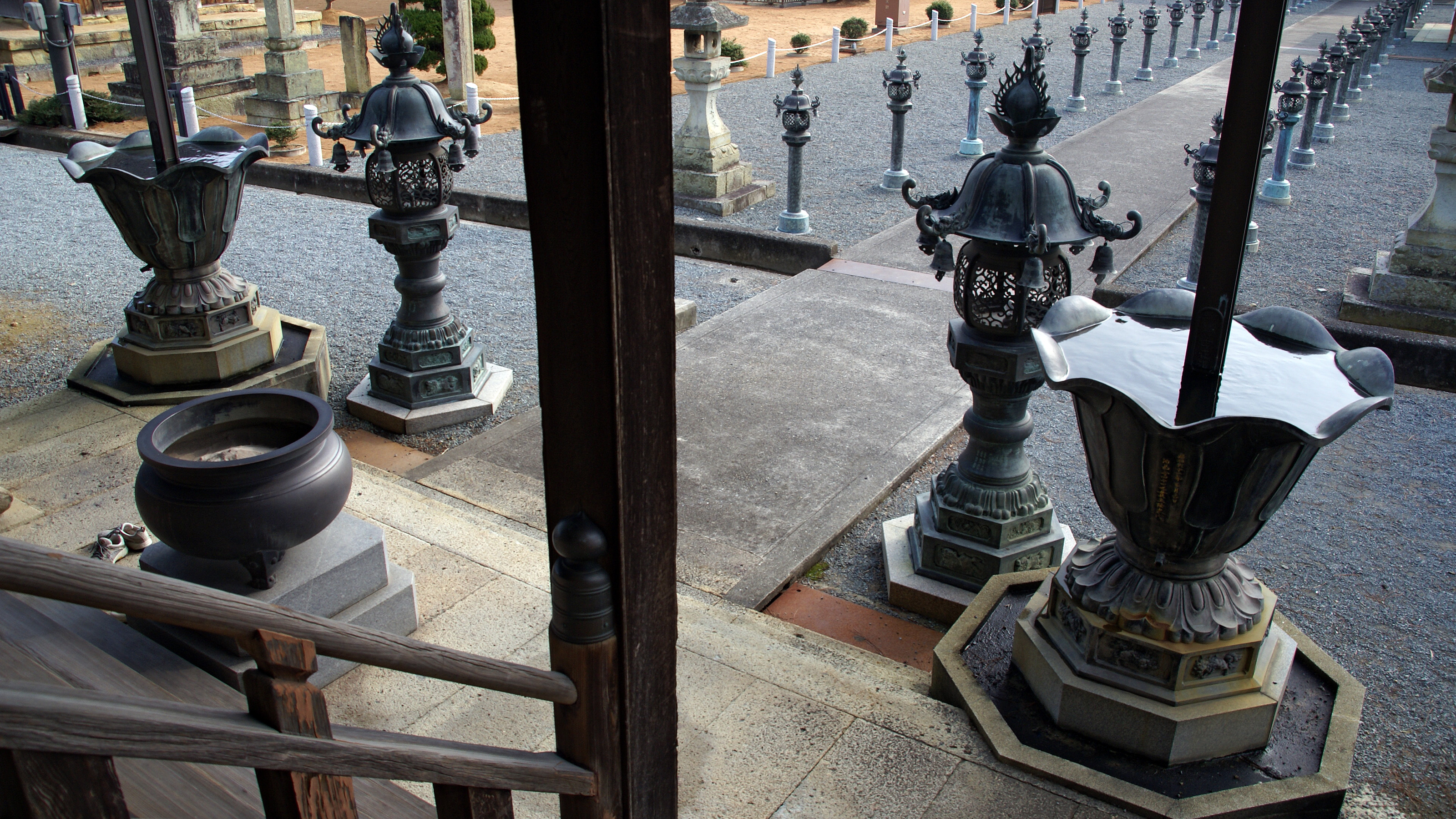
Vor der Haupthalle
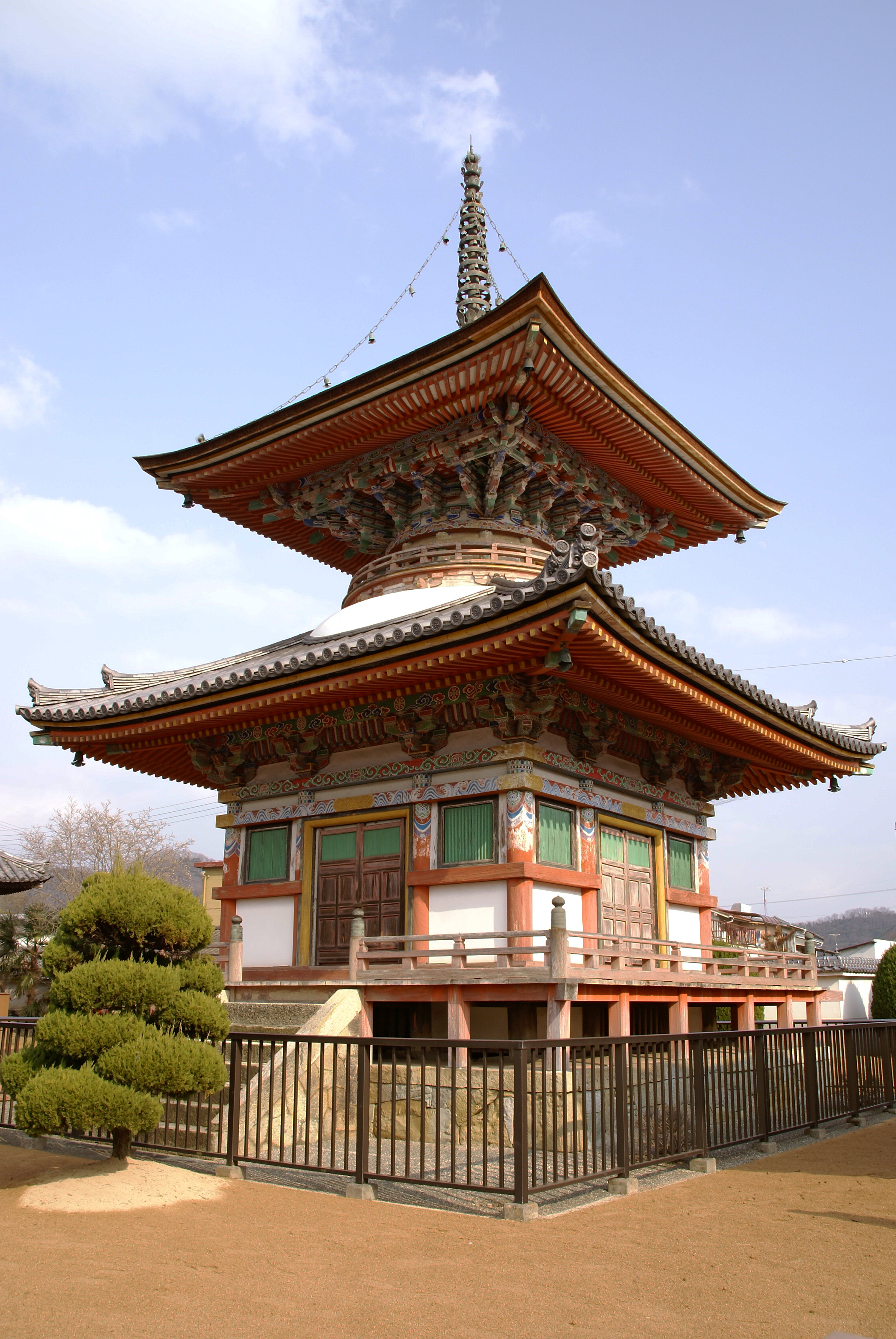
Pagode
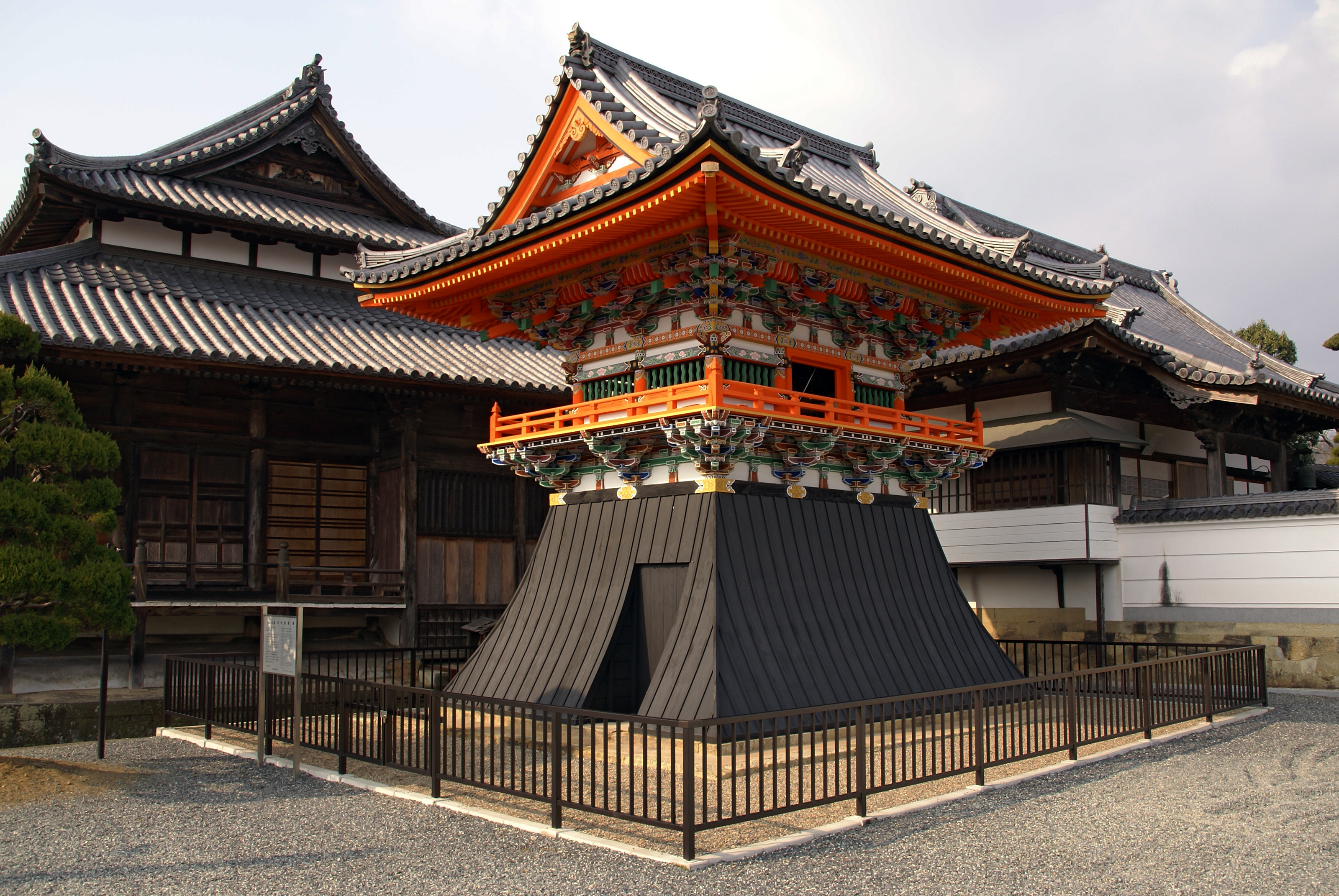
Glockenturm
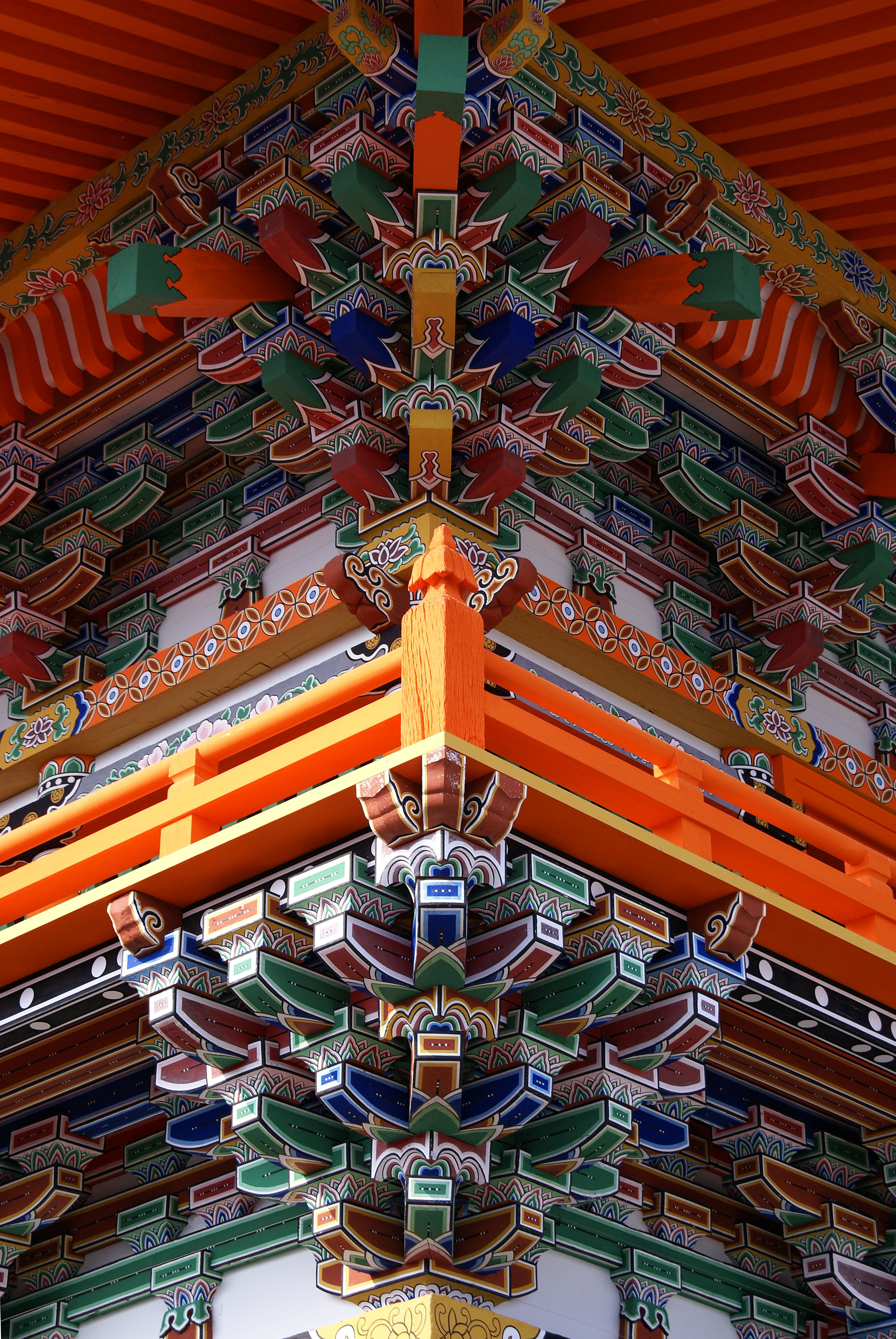
Detail
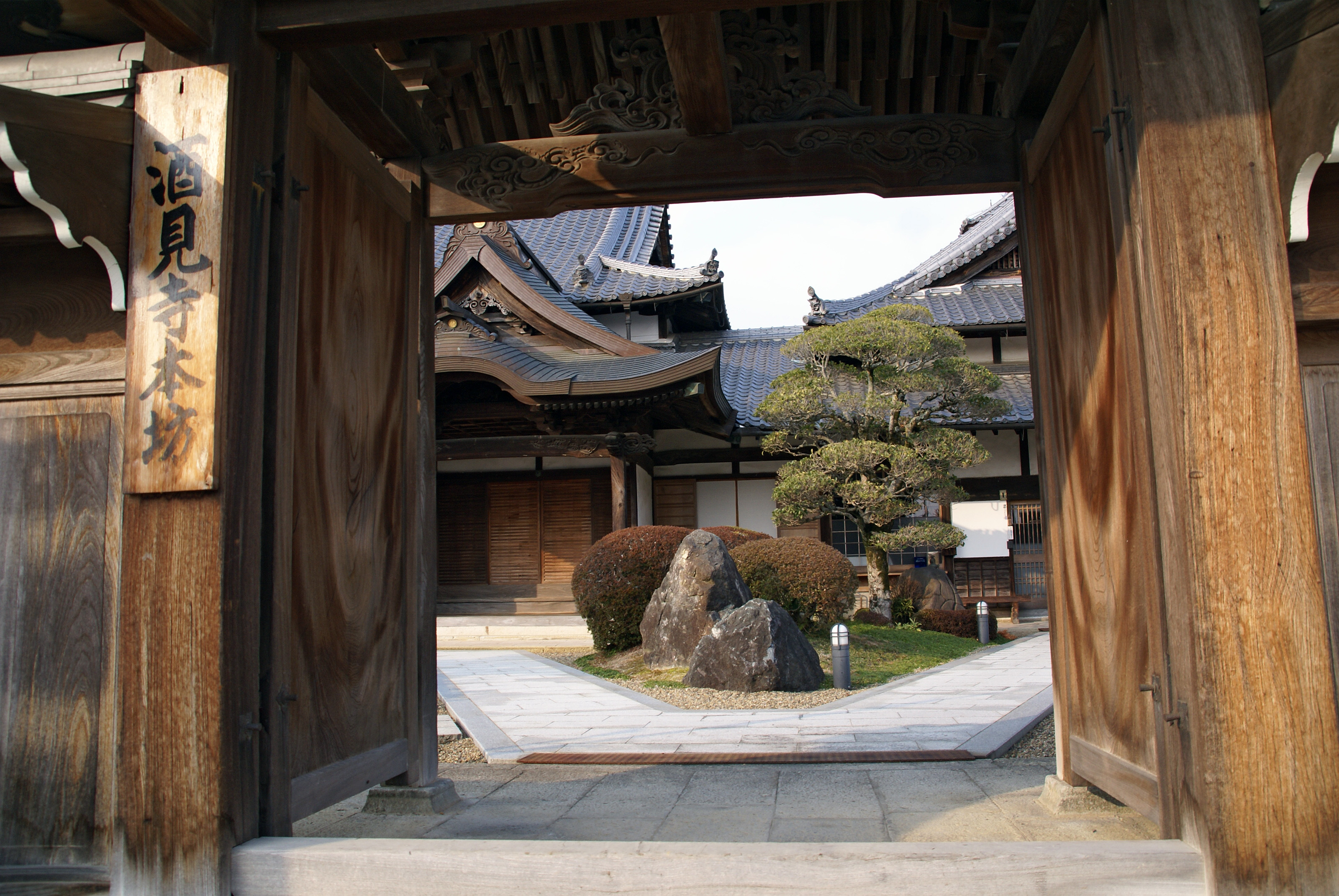
Abtquartier